# Аплтон (город, Миннесота)
Аплтон (англ. Appleton) — город в округе Суифт, штат Миннесота, США. На площади 5,3 км² (5,2 км² — суша, 0,2 км² — вода), согласно переписи 2002 года, проживают 2871 человек. Плотность населения составляет 556,9 чел./км².
- Телефонный код города — 320
- Почтовый индекс — 56208
- FIPS-код города — 27-01864[1]
- GNIS-идентификатор — 0639416[2]